# Mažoj
Il Mažoj (in russo  Мажой?), anche Mašej (Маше́й), desueto Maša-Jul (Маша-Юл), è un fiume della Russia siberiana meridionale, affluente di sinistra della Čuja che scende dai monti Severo-Čujskij. Scorre nei Koš-Agačskij, Ulaganskij rajon della Repubblica dell'Altaj. 

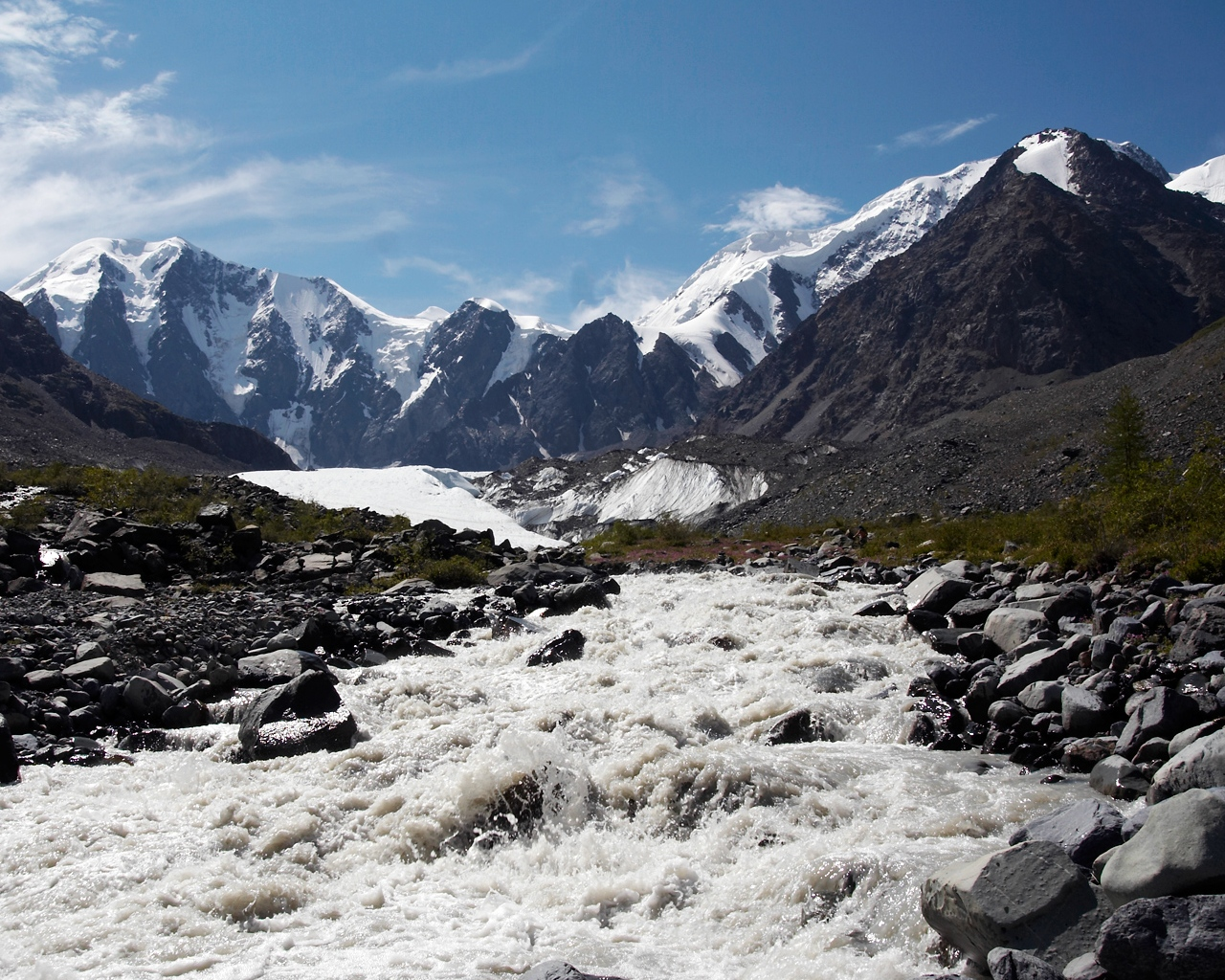
L'alto corso del Mažoj che scende dal ghiacciaio Mašej.

## Geografia
Il fiume, lungo 22 km, ha origine dal ghiacciaio Mašej (ледник Машей) che scende dal monte Maašejbaš (гора Маашейбаш), la più alta vetta dei monti Severo-Čujskij. Fino al 2012, era situato lungo il corso del fiume il lago Mašej, ora scomparso. Il maggior affluente (da sinistra) è il fiume Karakabak (Каракабак), lungo 17 km, che scorre dagli omonimi laghi. Il Mažoj sfocia nella Čuja a 94 km dalla sua foce. Nei pressi della confluenza si trova, sulla Čuja, la cosiddetta "cascata Mažoj" che viene utilizzata per organizzare gare di sport acquatici ad alta complessità.